# Tetenbüll
Tetenbüll (duń. Tetenbøl) – gmina w Niemczech, w kraju związkowym Szlezwik-Holsztyn, w powiecie Nordfriesland, wchodzi w skład urzędu Eiderstedt.